# Lin Wan Nei
Lin Wan Nei (chiń. 林韻妮; pinyin Lín Yùnnī; ur. 1982) – hongkońska lekkoatletka specjalizująca się w skoku o tyczce.

## Rekordy życiowe
- skok o tyczce – 3,20 (2006) były rekord Hongkongu[1]
- skok o tyczce (hala) – 3,00 (2007) rekord Hongkongu[2]